# Ramirezella occidentalis
Ramirezella occidentalis là một loài thực vật có hoa trong họ Đậu. Loài này được Rose miêu tả khoa học đầu tiên năm 1903.